# Umbadá
Umbadá é uma música interpretada pelo fadista português Jorge Fernando, e foi composta exclusivamente para concorrer ao Festival RTP da Canção 1985 e representar Portugal no Festival Eurovisão da Canção 1985. A canção posicionou-se em 4º lugar com 168 pontos, não representando, assim, Portugal no Festival Eurovisão da Canção.

## MovimentoUmbadá Never Forget
A 27 de Fevereiro de 2015, no programa Mixórdia de Temáticas da Rádio Comercial, o resultado de "Umbadá" no Festival RTP da Canção 1985, foi apontado pelo apresentador do Mixórdia de Temáticas (Ricardo Araújo Pereira) como uma "injustiça" e que deveria ser "Umbadá" a representar Portugal na Eurovisão desse ano. Ricardo Araújo Pereira ainda incentiva os portugueses a aderirem ao seu movimento "Umbadá Never Forget", um movimento que surge acompanhado de um incentivo a um ‘cerco’à RTP, cuja missão é inundar o canal público de mensagens, telefonemas, faxes, e-mails, entre outros, com uma manifestação de protesto contra o facto de ‘Umbadá’ não ter ganho o concurso.
No mesmo dia, o autor e intérprete da música Jorge Fernando reagiu a este movimento afirmando: "Não posso deixar de expressar um sentimento de gratidão pelos portugueses. Costuma-se dizer que o povo português tem memória curta, mas esta situação veio provar exatamente o contrário", e ainda remata dizendo "ainda hoje, nos meus concertos de fado pedem para cantar Umbadá, e muitos deles são  jovens que nem eram nascidos da altura."